# Seweryn Goszczyński
Seweryn Goszczyński (n. 1803 - d. 25 februarie 1876) a fost un scriitor polonez.
Participant la Insurecția din noiembrie 1830, opera sa se caracterizează prin spirit revoluționar.

## Scrieri
- 1828: Castelul din Kaniow ("Zamek Kaniowski"), poem romantic, cu influențe din Byron, operă radicală a romantismului revoluționar polon
- 1842: Regele vechiului castel ("Król zamczyska"), roman alegoric.

1. 1 2  Seweryn Goszczyński, Opća i nacionalna enciklopedija
2. 1 2  Seweryn Goszczyński, Internetowy Polski Słownik Biograficzny
3. 1 2  Seweryn Goszczyński, Autoritatea BnF
4. 1 2  Seweryn Goszczyński, Brockhaus Enzyklopädie, accesat în 9 octombrie 2017
5. ↑  „Seweryn Goszczyński”, Gemeinsame Normdatei, accesat în 5 mai 2014
6. ↑  „Seweryn Goszczyński”, Gemeinsame Normdatei, accesat în 1 ianuarie 2015
7. ↑  Lîceakivskîi nekropol[*], p. 101 Verificați valoarea |titlelink= (ajutor)
8. ↑   https://web.archive.org/web/20110607113022/http://www.arts.gla.ac.uk/Slavonic/Mickiewicz%20Life%20%26%20Work.htm Lipsește sau este vid: |title= (ajutor)